# Музей археологии Средиземноморья
Музей археологии Средиземноморья (фр. Musée d'archéologie méditerranéenne) — археологический музей в Марселе (Франция).

## Экспозиции
На первом этаже музея расположены два отдела: древнеегипетские артефакты и классические античные экспонаты. Археологические артефакты местного происхождения были переданы в Музей истории Марселя.  На втором этаже находятся залы африканских, океанических и коренных американских искусств.

## Галерея

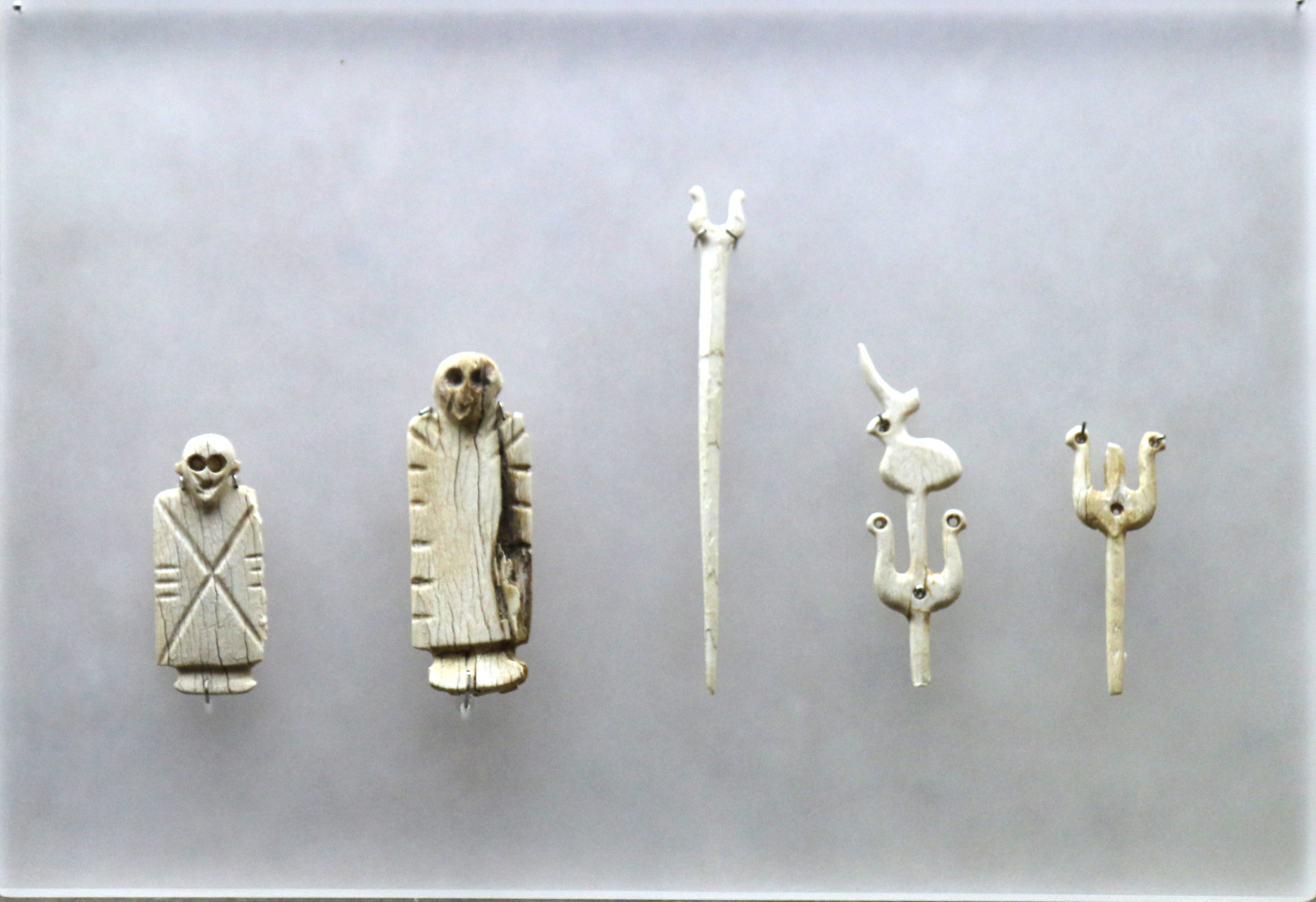
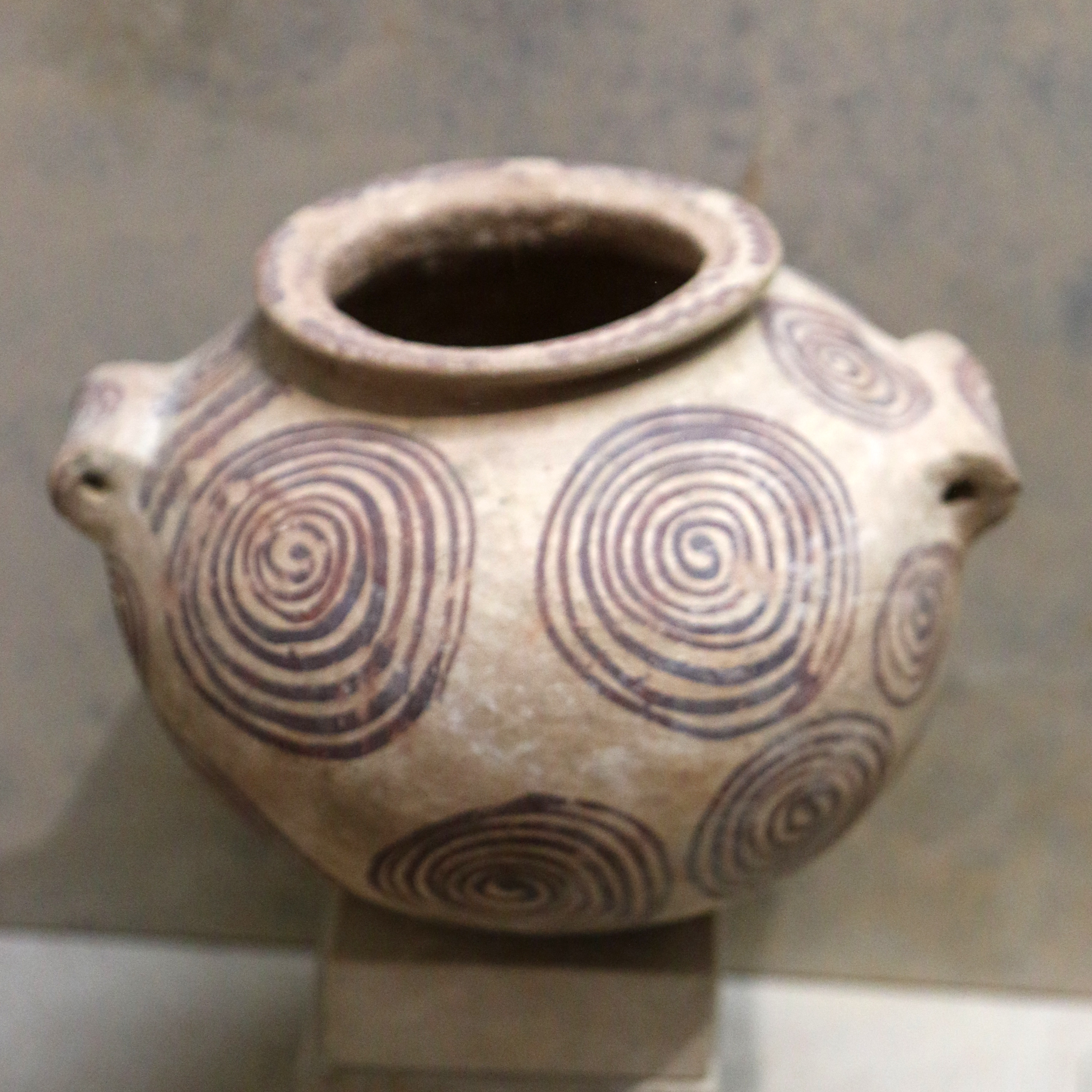
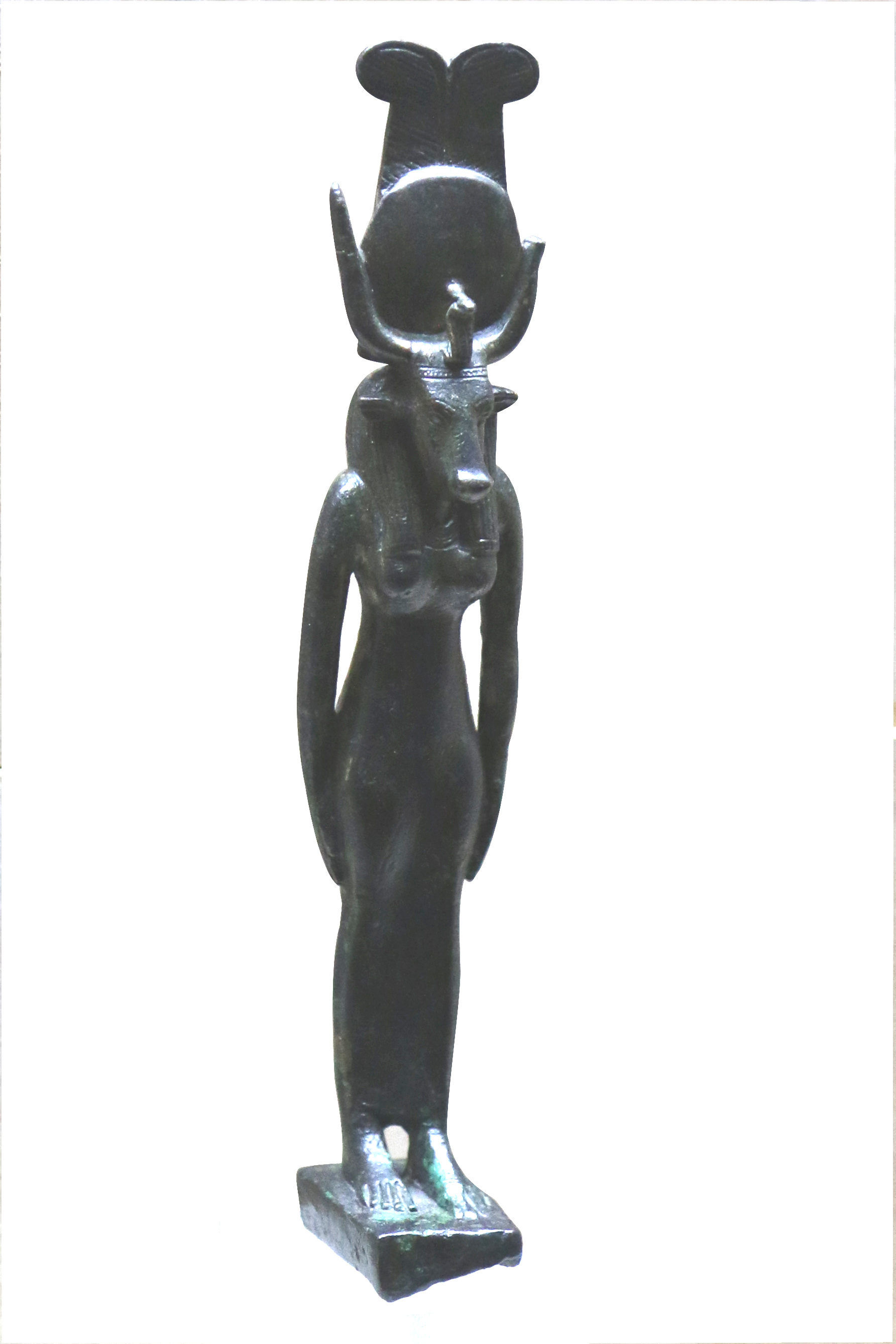
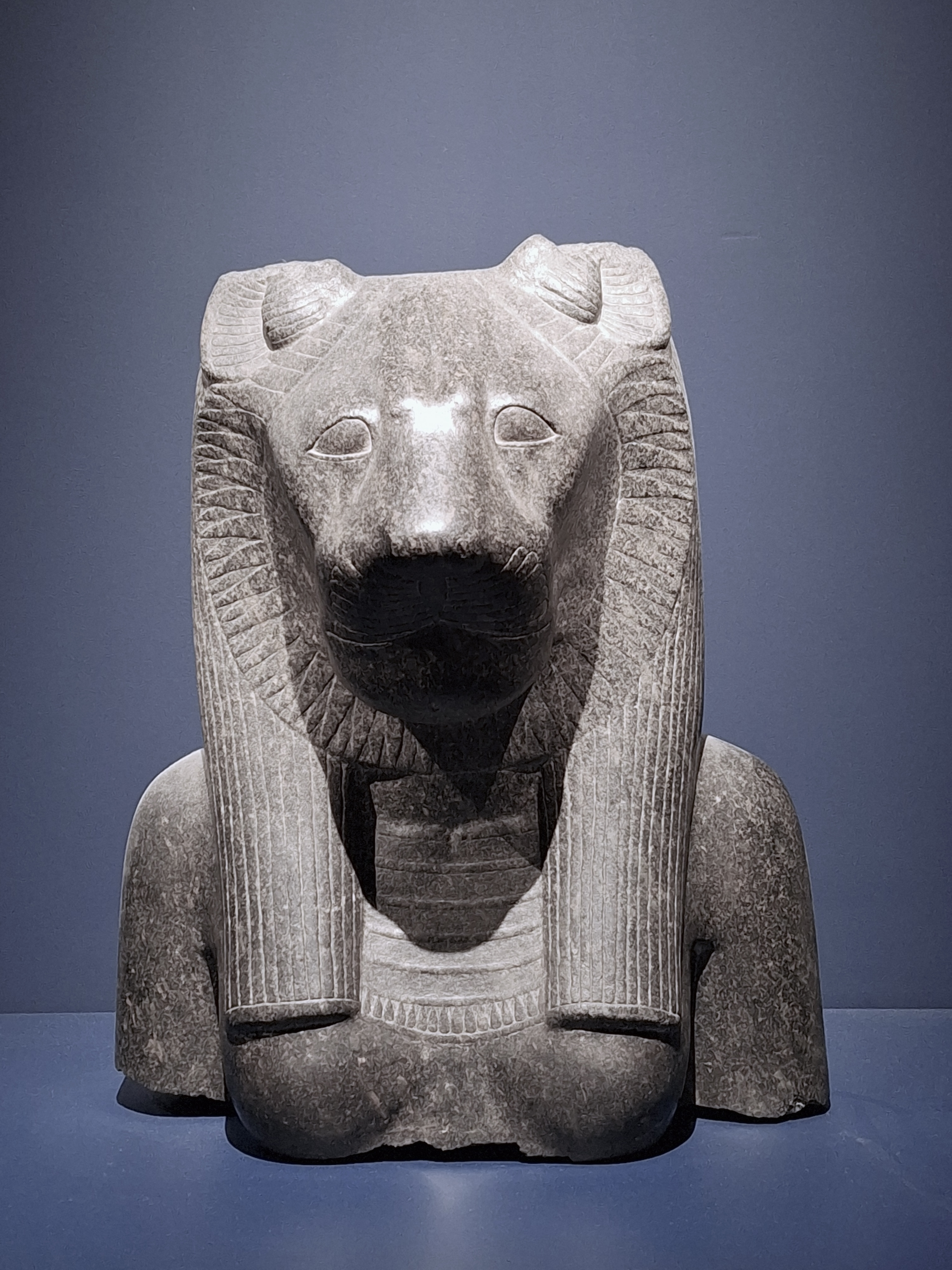
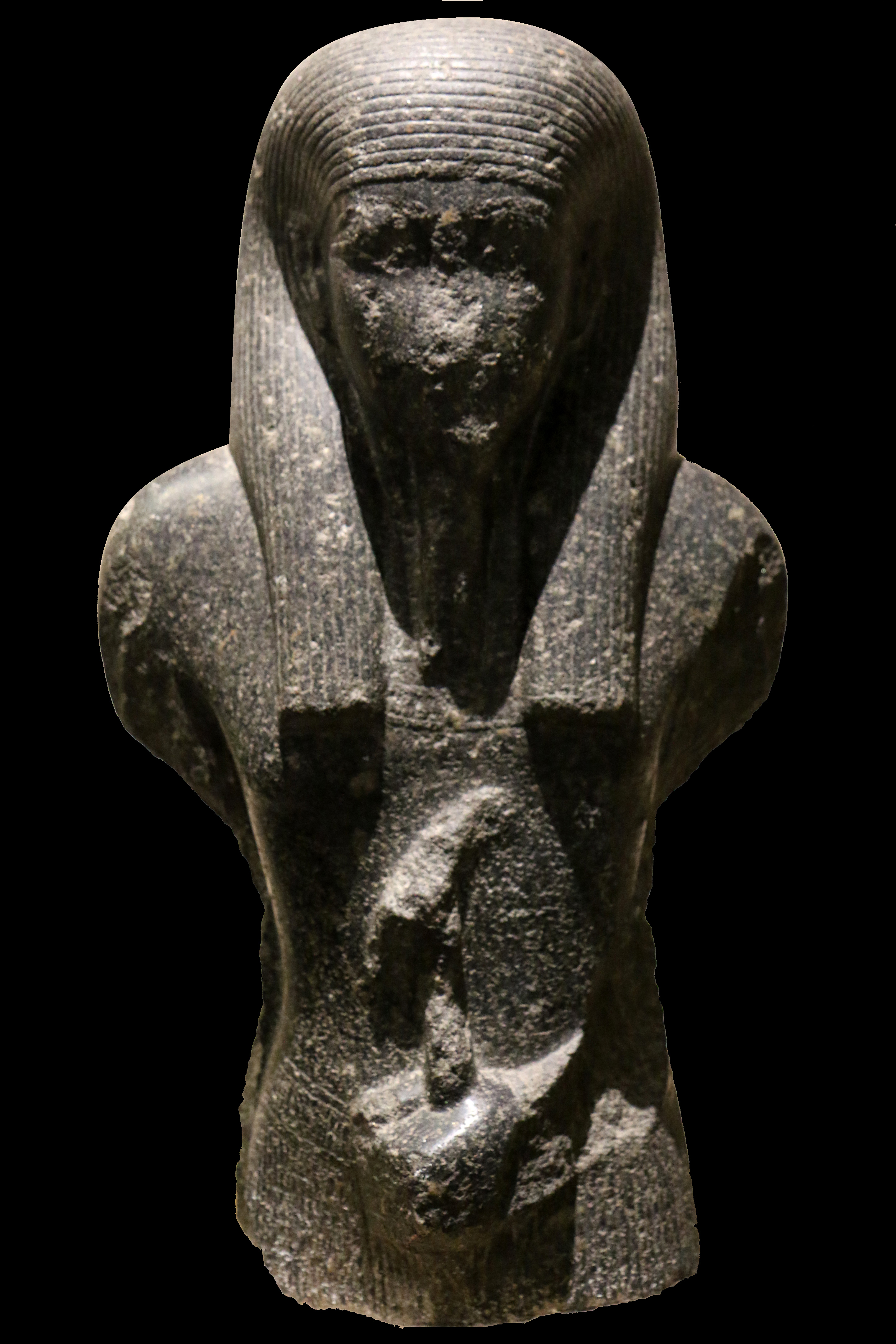